# Henry Vitton
 (février 2025).
Motif : Sources secondaires centrées insuffisantes. HC  WP:NPP. absence de publications de qualité centrées sur cette personne
- Archive Wikiwix
- Bing
- Cairn
- DuckDuckGo
- E. Universalis
- Gallica
- Google
- G. Books
- G. News
- G. Scholar
- Persée
- Qwant
- (zh) Baidu
- (ru) Yandex
- (wd) trouver des œuvres sur Wikidata

| 1. | Préciser le motif de la pose du bandeau. | Précisez le motif de la pose du bandeau en utilisant la syntaxe suivante : {{admissibilité à vérifier\|date=mars 2025\|motif=remplacez ce texte par le motif}}                    |
| 2. | Informer les utilisateurs concernés.     | Pensez à avertir le créateur de l'article, par exemple, en insérant le code ci-dessous sur sa page de discussion : {{subst:avertissement admissibilité à vérifier\|Henry Vitton}} |

Henry Vitton est un ancien maire de la commune de la Guillotière près de Lyon. Il a notamment mené de nombreux plans d'urbanisme qui ont profondément modifié l'aménagement de la rive gauche du Rhône. Il meurt en 1834 lors d'un duel sous le pont de la Guillotière.

## Biographie
Henry Vitton est le fils de Jean Henry Vitton et de Pierrette Cotte. Il descend d'une riche famille lyonnaise. Le 8 janvier 1811 il épouse Antoinette Bonand, fille de Luc Bonand, dernier seigneur de Montchat. Le couple vit au château de Montchat. De cette union nait Louise en 1812 puis Louis Pierre et Françoise Claudine. Louise se mariera en 1831 à Jean-Louis Richard. Leur descendance formera la famille Richard-Vitton qui influencera grandement le quartier de Montchat donnant son nom au cours Richard-Vitton ainsi qu'à plusieurs rues du quartier nommées par les prénoms des membres de la famille.
Henry Vitton devient maire de la Guillotière de 1822 à 1830. Durant son mandat il aménage la rive gauche du Rhône, cherchant à relier le Nord de la commune de la Guillotière (qui s'étendait jusqu'à l'actuel 6ème arrondissement de Lyon) jusqu'au pont de la Guillotière. Ce grand plan d'urbanisme a été lancé en 1824. Pour ce plan d'alignement, il utilise une partie des plans dessiné à la fin du siècle précédent par l'architecte Jean-Antoine Morand. En souvenir de cette politique urbanisme, Henry Vitton donnera son nom au cours Vitton (actuellement dans le 6ème arrondissement de Lyon). Durant son mandat, en 1825, il a fondé la première ligne de transports (hippomobile) en commun entre Lyon et les Brotteaux.Il a également institué un prélèvement obligatoire sur les salaires des employés de Montchat qu’il ne les autorisait à débloquer qu’en cas de maladie.

Le tramway de Villeurbanne sur le cours Vitton à Lyon

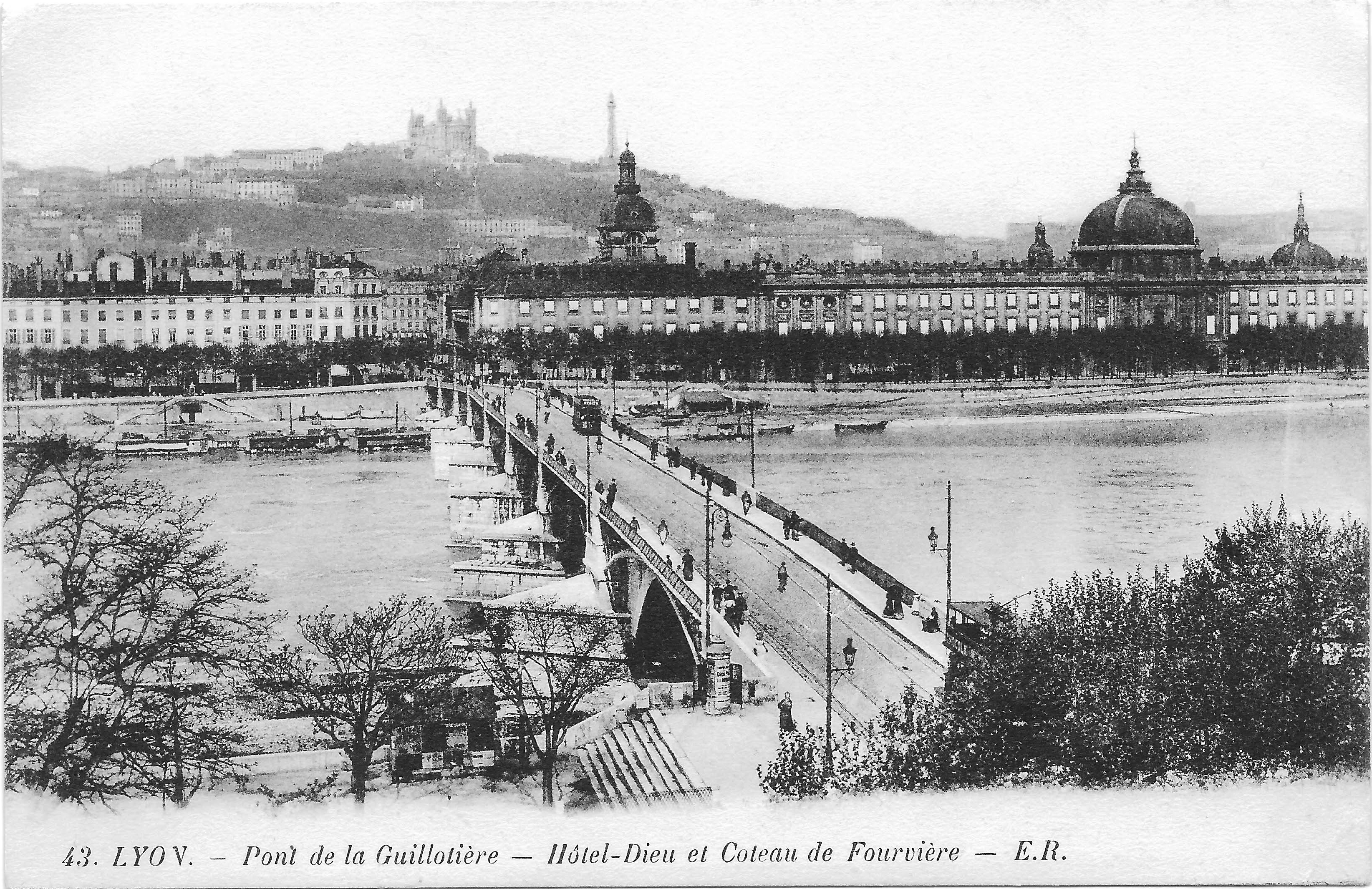
Pont de la Guillotière, sous lequel Henry Vitton a trouvé la mort.

Il décède lors d'un duel avec le conseiller municipal de la Guillotière Hippolyte Clerc. Celui-ci l'avait provoqué dans un café le jour même avec des propos insultant sur le général vendéen Cathelineau. Ces propos heurtaient les convictions royalistes de Henry Vitton. Le 6 janvier 1834, le duel se tint sous le pont de la Guillotière. Henry Vitton sera grièvement blessé et succombera à ses blessures.